# Halton Arp
Halton Christian Arp foi um astrônomo americano, conhecido pelo seu Atlas de Galáxias Peculiares, que cataloga muitas galáxias em processo de interação e de fusão. Também é conhecido por ser crítico da teoria do Big Bang e por defender uma cosmologia não-linear que incorpora um redshift intrínseco.

## Biografia
Arp nasceu em 21 de março de 1927 em Nova Iorque. Casou-se três vezes e tem quatro filhas e quatro netos. Obteve seu bacharelado na Universidade de Harvard em 1949 e seu Ph.D. no Instituto de Tecnologia da Califórnia (Caltech) em 1953. No mesmo ano, tornou-se membro no Carnegie Institute, realizando suas pesquisas no Observatório Palomar e no Observatório Monte Wilson. Tornou-se assistente na Universidade de Indiana em 1955 e efetivou-se no Palomar dois anos depois, onde trabalhou por 29 anos. Em 1983, tornou-se membro da equipe do Instituto de Astrofísica Max Planck, na Alemanha.

## Atlas de galáxias peculiares
Arp compilou um catálogo de galáxias incomuns intitulada Atlas de Galáxias Peculiares, primeiramente publicada em 1966. Ele preocupava-se com o fato de os astrônomos de sua época entederem muito pouco a respeito da evolução das galáxias e o atlas tinha o intuito de prover imagens que poderia fornecer a esses astrônomos dados passíveis de estudos sobre a evolução das galáxias. Mais tarde, Arp usou seu atlas como evidência em seu debate sobre os objetos quasi-estelares (quasares).
Atualmente o atlas tornou-se referência como uma excelente compilação de galáxias em processo de interação e fusão. Muitas galáxias são referidas primariamente por sua 'numeração Arp'. Muitos desses objetos (como a galáxia Arp 220) são usados como referência para o estudo de galáxias com altos redshifts.

## Quasares e redshifts

### Caracterização de quasares
Durante a década de 1950, várias fontes de rádio foram descobertos, embora suas contrapartidas ópticas não pudessem ser vistas. Em 1960, uma dessas fontes, 3C 48, foi associada ao que parecia ser uma pequena estrela azul. Contudo, quando o espectro dessa estrela foi medido, continha várias linhas espectrais não identificadas. John Gatenby Bolton sugeriu que as linhas espectrais eram comuns, mas que tinham grandes redshifts, embora essa sugestão não tenha sido aceita pela comunidade científica à época.
Três anos mais tarde, Maarten Schmidt encontrou a contrapartida visível do objeto 3C 273. Usando o Telescópio Hale, Bolton encontrou o mesmo espectro estranho, mas foi capaz de demonstrar que o espectro continha linhas espectrais comuns ao hidrogênio, mas alteradas em 15,8% devido à velocidade de afastamento da "estrela" (efeito Doppler), calculada em 47000 km/s, muito além da velocidade de qualquer outra estrela já vista.
Pela lei de Hubble, o universo está em contínua expansão e quando maior o redshift, mais longe está o objeto em relação à Terra e Schmidt concluiu que o objeto estudado realmente estaria muito distante, o que requeria que tal objeto emitisse muito mais radiação do que qualquer outro objeto conhecido à época.

### Sugestão de Arp
Vários objetos de seu atlas também estavam contidos na lista de quasares. Em algumas fotografias, um quasar é um objeto externo às galáxias já conhecidas e, em outras, aparece como "uma ponte" que liga duas nuvens de matéria interestelar. No segundo caso, essas duas nuvens devem estar fisicamente ligadas e, pela teoria da expansão do universo, tanto as duas nuvens quanto o quasar deveriam ter o mesmo redshift.
Mas, observa-se que as duas nuvens de matéria interestelar tem um redshift muito menor do que os quasares fisicamente ligados a elas. Arp argumentava que o redshift observado nos quasares não era devido à expansão do universo ou ao rapidíssimo afastamento do objeto em relação à Terra (causando o efeito Doppler), mas que devem ter uma origem cosmológica não-linear, ou seja, devem ter um redshift intrínseco'.

### Críticas
Desde então, a instrumentação astronômica tem avançado muito e o entendimento sobre quasares tem aumentado. Hoje em dia, os quasares são vistos como galáxias ativas muito distantes. Além disso, foram encontradas 'galáxias normais' com grandes redshifts. O aumento exponencial da quantidade de dados pode testar os postulados de Arp diretamente e vários trabalhos não conseguiram detectar um objeto com um redshift intrínseco.

Mesmo assim, Arp continuou publicando artigos, em colaboração com Geoffrey Burbidge (até a sua morte em 2010) e Margaret Burbidge, ainda mantendo sua posição contra a literatura científica e popular sobre o Big Bang.

## Prêmios
Arp foi agraciado com o Prêmio de Astronomia Helen B. Warner, dado pela Sociedade Astronômica Americana pelas significantes contribuições em Astronomia Observacional e Teórica nos cinco anos que precederam o prêmio.
Também foi agraciado no mesmo ano com o Prêmio Newcomb Cleveland, pelo seu artigo "The Stellar Content of Galaxies (O Conteúdo Estelar de Galáxias), lido antes de uma reunião conjunta da Sociedade Astronômica Americana e da Associação Americana para o Avanço da Ciência. Em 1984, foi agraciado com o Prêmio Humboldt.